# Roddenberryus pelegrina
Roddenberryus pelegrina is een spinnensoort in de taxonomische indeling van de Caponiidae.
Het dier behoort tot het geslacht Roddenberryus. De wetenschappelijke naam van de soort werd voor het eerst gepubliceerd in 1940 door Elizabeth Bangs Bryant als Caponina pelegrina.